# جادوگر (فیلم ۲۰۲۴)
جادوگر (انگلیسی: Witchboard) یک فیلم فراطبیعی ترسناک آمریکایی آماده اکران به کارگردانی چاک راسل و نویسندگی مشترک راسل و گرگ مک‌کی است. این بازسازی فیلمی به همین نام جادوگر (فیلم ۱۹۸۶) می‌باشد، و جیمی باور، مدیسون آیسمن، آرون دومینگز، آنتونیا دسپلات و چارلی تاهان در این فیلم بازی می‌کنند. این فیلم قرار است در تاریخ نامشخصی در سال ۲۰۲۴ منتشر شود.

## داستان
امیلی، نامزدش کریستین و گروه دوستانشان با بازسازی یک کالسکه قدیمی، یک کافه ارگانیک جدید در محله فرانسوی نیواورلئان باز کرده‌اند. با این حال، وقتی امیلی یک تخته آونگ باستانی را پیدا می‌کند که زمانی برای احضار ارواح استفاده می‌شد، همه چیز به سمت تاریکی تغییر می‌کند و …

## تولید
تصویربرداری اصلی در مونترآل و نیواورلئان از آوریل تا ژوئن ۲۰۲۳ انجام شد.